# Квінт Марцій Рекс
Квінт Ма́рцій Рекс (111—62 до н. е.) — політичний та військовий діяч Римської республіки.

## Життєпис
Походив з патриціанського роду Марціїв. Син Квінта Марція Рекса, консула 118 року до н. е. Про молоді роки мало відомостей.
У 71 до н. е. стає претором, а у 68 до н. е. обирається консулом (разом з Луцієм Цецилієм Метеллом). Втім більшість року Марцій був одноосібним консулом з огляду на те, що на початку року помер Метелл, а згодом і консул-суффект Сервілій Ватія. Після завершення своєї каденції Квінт Марцій як провінцію отримав Кілікію, де боровся з місцевими племенами та піратами.
У 66 до н. е. на заміну Рексу (згідно із законом Манілія) до Кілікії було спрямовано Гнея Помпея. Тим не менш Марція було оголошено імператором, а після повернення до Риму став вимагати тріумфа, але сенат відмовився.
У 63 до н. е. Марція було спрямовано до Етрурії для боротьби із прихильниками Луція Сергія Катиліни. Тут він продовжував бортьбу із заколотниками до 62 до н.е, коли й сконав.

## Родина
Дружина — Клодія Терція, донька Аппія Клавдія Пульхра, консула 79 року до н. е.
Діти:
- Квінт Марцій Рекс